# Байрактар, Алпарслан
Алпарслан Байрактар (тур. Alparslan Bayraktar; род. 9 июля 1975, Кырыкхан, Хатай) — турецкий государственный деятель. Министр энергетики и природных ресурсов Турции (с 2023).

## Биография
Родился 9 июля 1975 года в Кырыкханском районе ила Хатай. Отец, Мустафа Байрактар, работает в Управлении по делам религии Турции.
Окончил факультет машиностроения Стамбульского технического университета.
Окончил Нью-Йоркский университет по специальности «стратегический маркетинг».
Окончил магистратуру юридического факультета Билькентского университета.
Получил степень магистра международных отношений Флетчерской школы международного права и дипломатии Университета Тафтса.
Получил степень доктора философии в области энергетики в Ближневосточном техническом университете, факультет наук о Земле.
С 1995 по 1997 год являлся инженером-проектировщиком в строительстве. Работал в энергетическом секторе.
С 2001 по 2006 год являлся региональным менеджером по Северной и центральной Америке частной компании в Нью-Йорке. С 2006 года являлся консультантом и представителем в Стамбуле. Работал в частном секторе Турции и за рубежом.
С 2010 по 2016 год являлся членом правления Управления по регулированию энергетического рынка Турции.
С 2016 по 2018 год являлся генеральным директором по внешним отношениям и ЕС и заместителем государственного секретаря Министерства энергетики и природных ресурсов Турции.
С 2015 до 2018 года являлся президентом Международной конфедерации регулирования энергетики. 
Являлся президентом Региональной Ассоциации регулирования энергетики. 
Является председателем турецкого представительства Мирового энергетического совета.
Преподавал энергетическое право на юридическом факультете Билькентского университета.
С 23 июля 2018 по 2023 год являлся заместителем министра энергетики и природных ресурсов Турции.
Министр энергетики и природных ресурсов Турции (с 3 июня 2023).